# Haghumla
Haghumla (Bombus sylvarum) är en insekt i överfamiljen bin (Apoidea). Den finns i stora delar av Europa och angränsande delar av Asien.

## Beskrivning

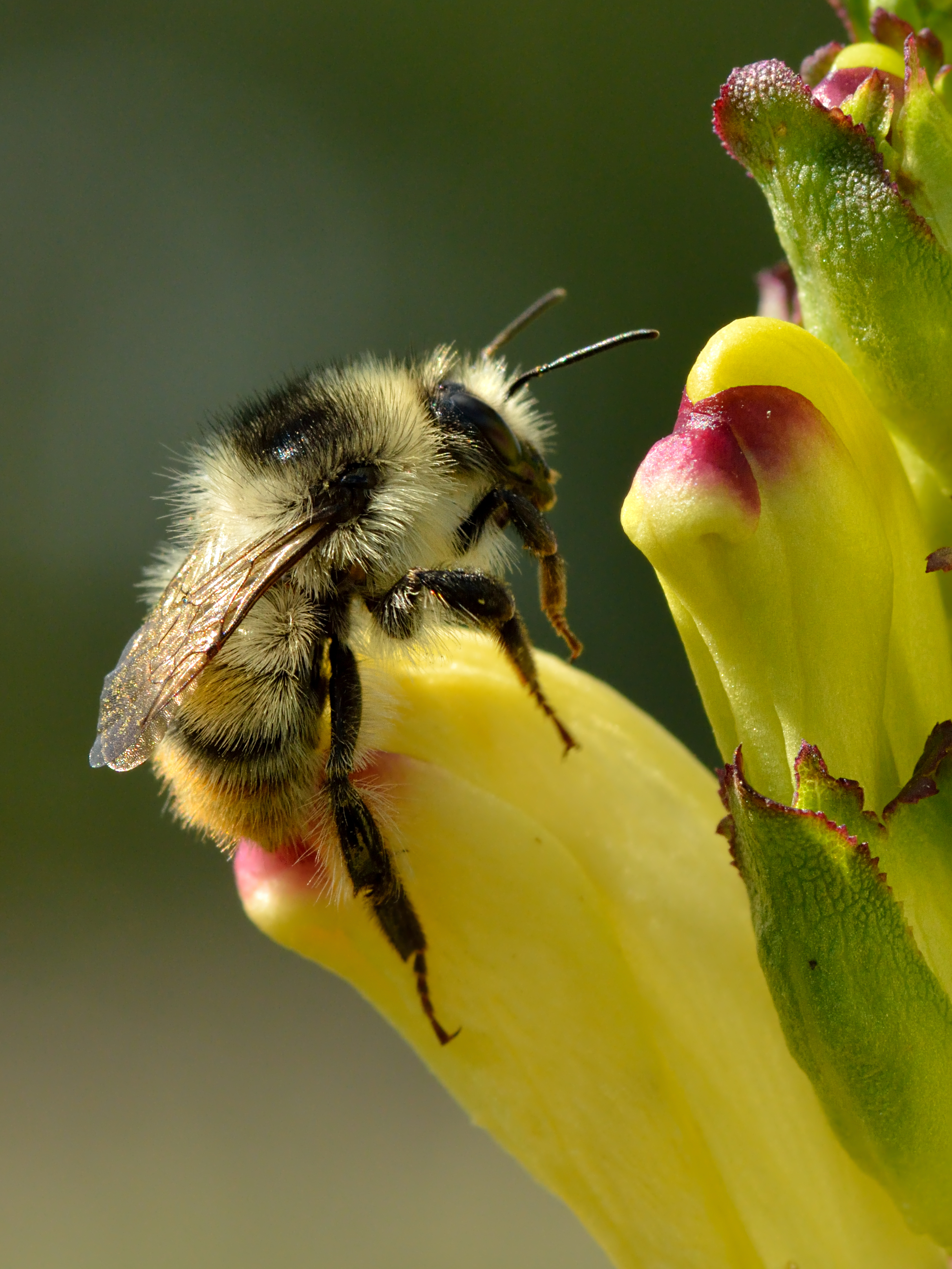
Haghumla på Kung Karls spira

Haghumlan är en tämligen långtungad humla. Drottningarna är medelstora, medan arbetarna och drönarna är betydligt mindre, med en hög, honungsbiliknande flygton. Drottningen blir 16 till 18 millimeter, drönarna 12 till 14 millimeter och arbetarna 10 till 15 millimeter. Haghumlan förekommer i två färgvarieteter: Den mörka, melanistiska formen är svartbrun med orange bakkroppsspets. Den ljusa formen har även den svartbrun grundfärg, men med en ljusgrå krage och ett likaledes ljusgrått band baktill på mellankroppen, samt med orange bakkroppsspets. Dessutom har den ljus nos. Den melanistiska formen är den vanligaste i södra delen av utbredningsområdet; speciellt hos arbetarna finns det dock övergångsformer. I Storbritannien uppträder sällsynt en form som är nästan helsvart, med endast de sista bakkroppssegmenten orangeröda.

## Ekologi
Haghumlan förekommer främst på öppna ängar, förbuskade men örtrika gräsmarker och vid häckar. Som mest kan boet ha 80 till 150 arbetare, men troligtvis är det i regel betydligt mindre och överstiger endast sällan 50 stycken. Det är vanligtvis på jordytan eller strax under, och byggs ofta av vissna löv. Det kan även inrättas i grästuvor och övergivna sorkbon.
Näringsväxter är bland många andra rödklöver, hjärtstilla, lavendel och stor frossört.

## Utbredning
Haghumlan förekommer i större delen av Europa med undantag för Island, Skottland och öarna i Medelhavsområdet. Dock finns den på Sicilien. Österut når den till Uralbergen, och i sydväst går den genom östra Turkiet och Uralbergen till Georgien, Armenien och Iran.
I de västligate delarna av utbredningsområdet har den gått påtagligt starkt tillbaka: Tidigare var den åtminstone lokalt allmän i södra och sydvästra Storbritannien, men redan 1999 hade utbredningsområdet på de Brittiska öarna krympt till fyra lokaler i England, tre i södra Wales, och ett mindre antal i Burren i nordvästra Irland.
I Sverige förekommer den i hela Götaland förutom Gotland, i Svealand samt i Norrland förutom Härjedalen och större delen av Lappland (den har dock observerats i Norrbotten och Lule lappmark).
I Finland har den observerats vid sydkusten (dock ej Åland) samt med spridda fynd längre norrut till Österbotten, Mellersta Finland och Norra Karelen.

## Status
Arten är klassificerad som livskraftig både globalt, i Sverige och Finland.

## Galleri

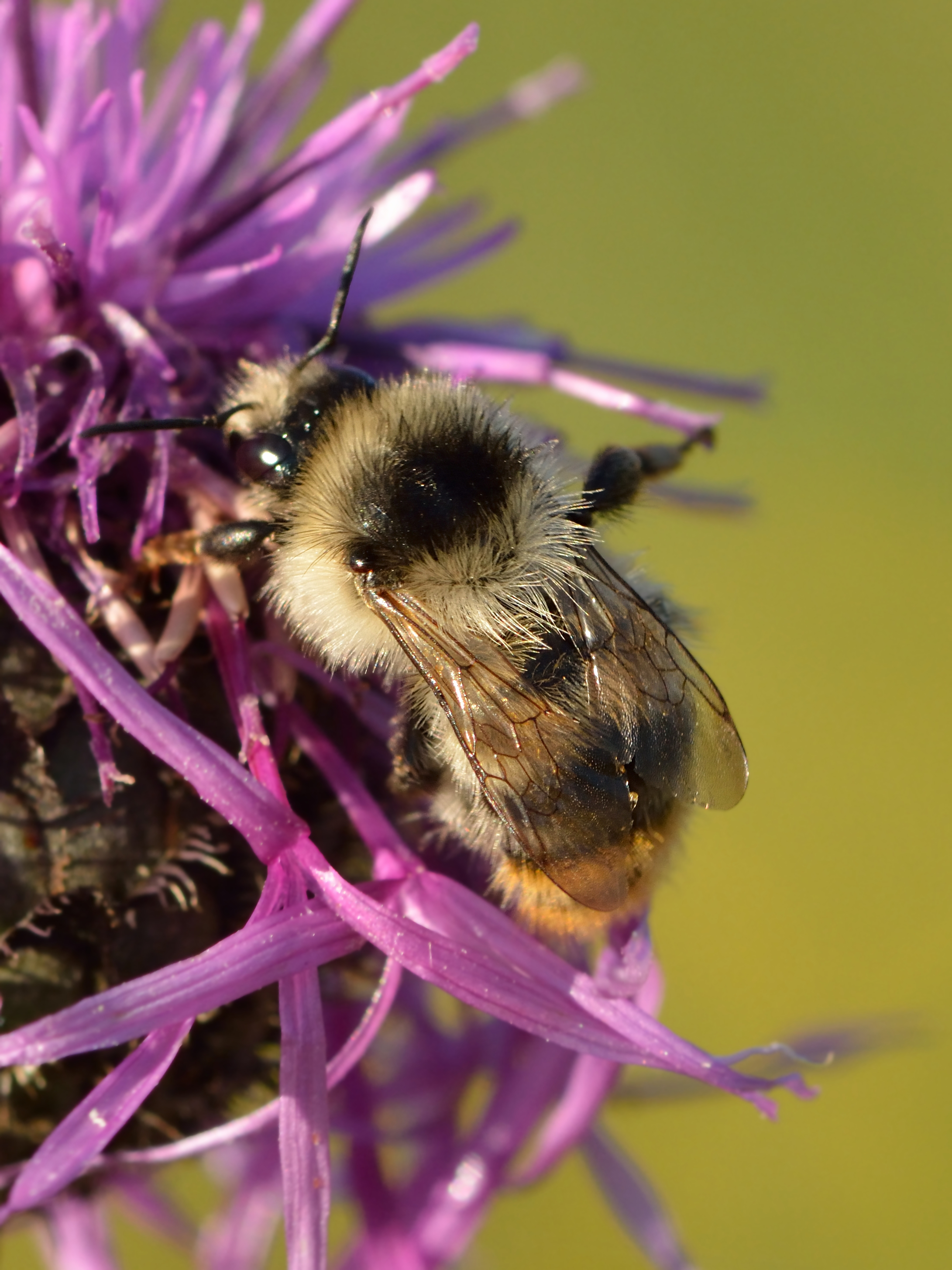
Haghumla, arbetare på väddklint.
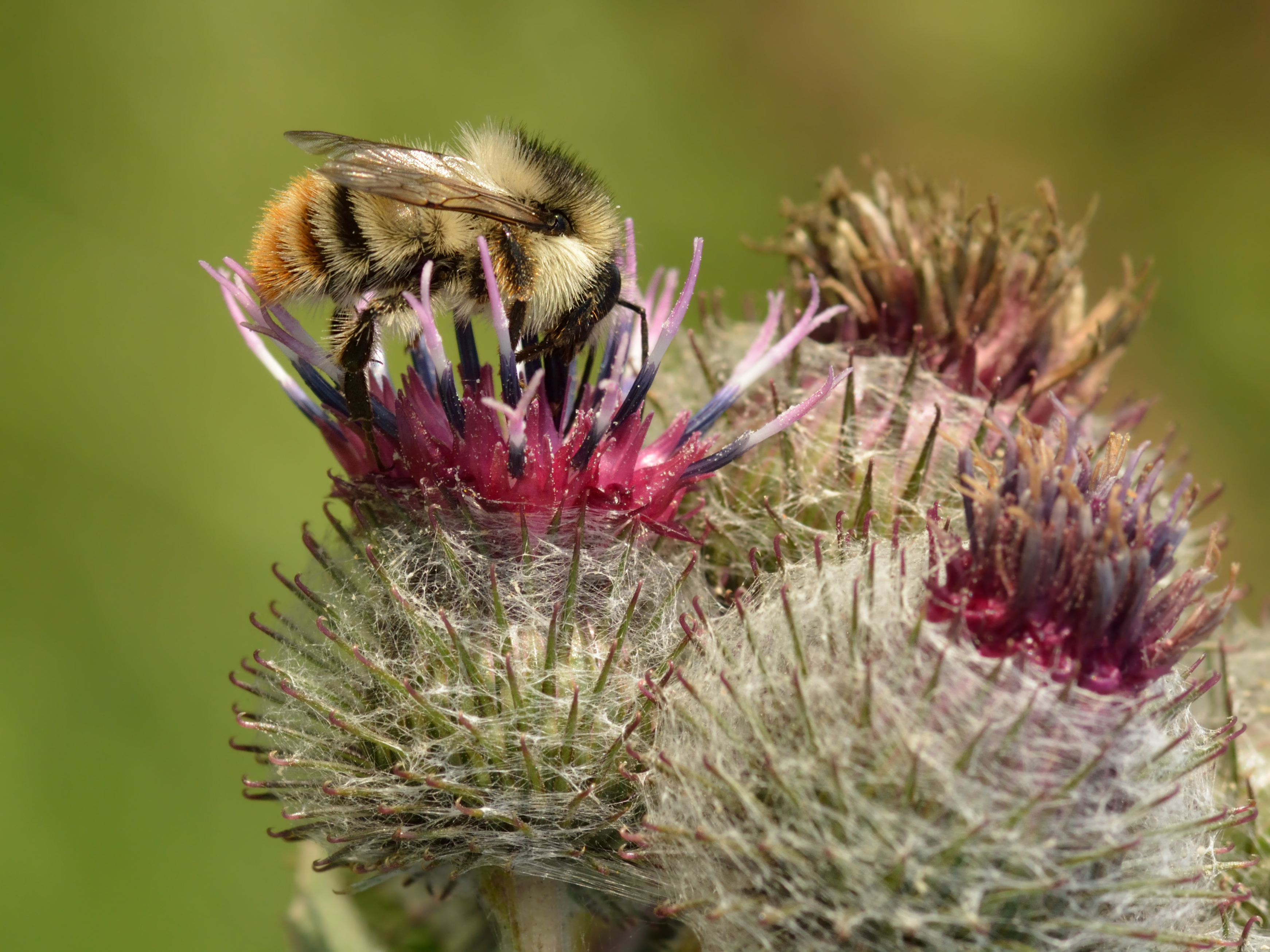
Haghumla, arbetare på ullkardborre.
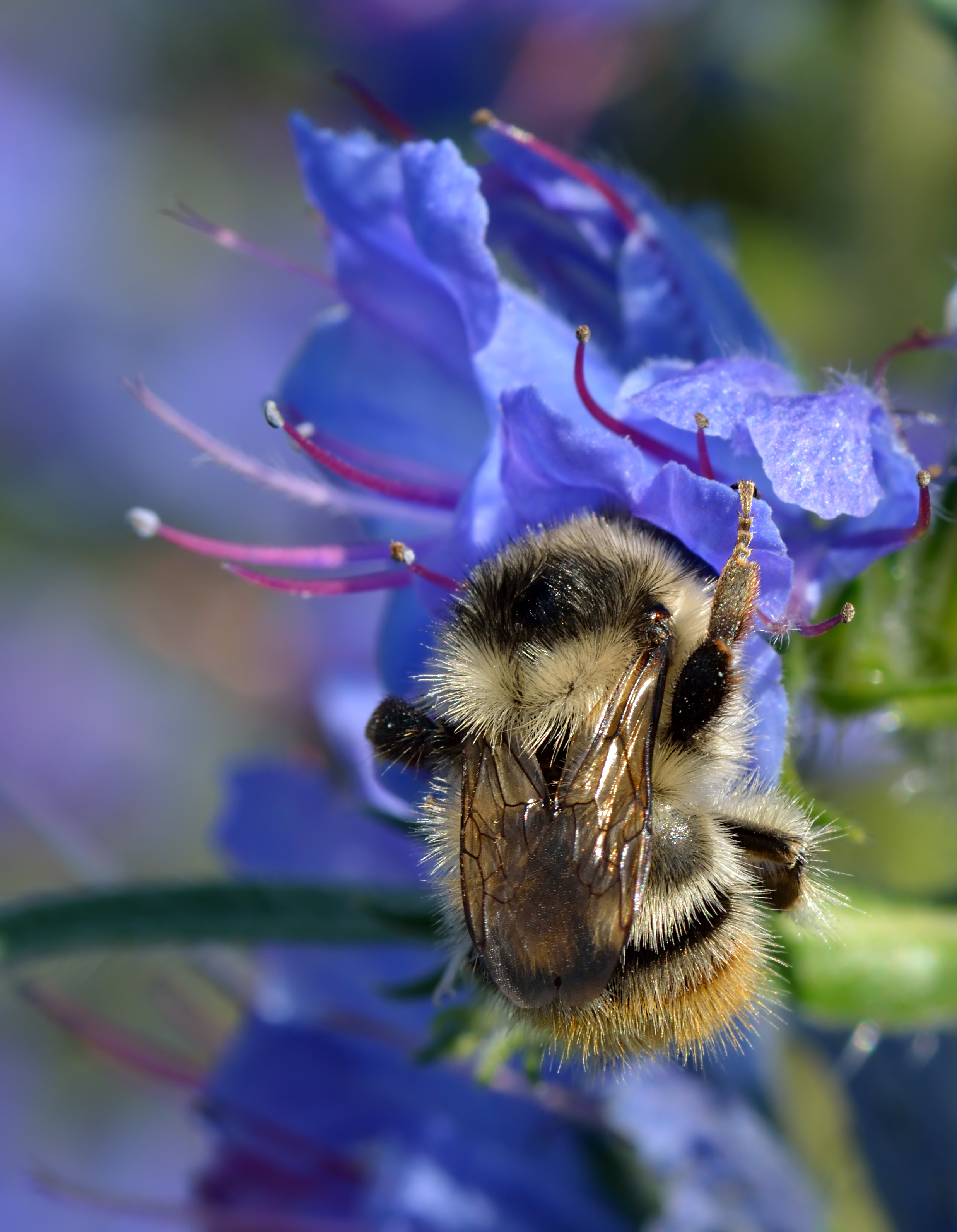
Haghumla, drottning på blåeld.
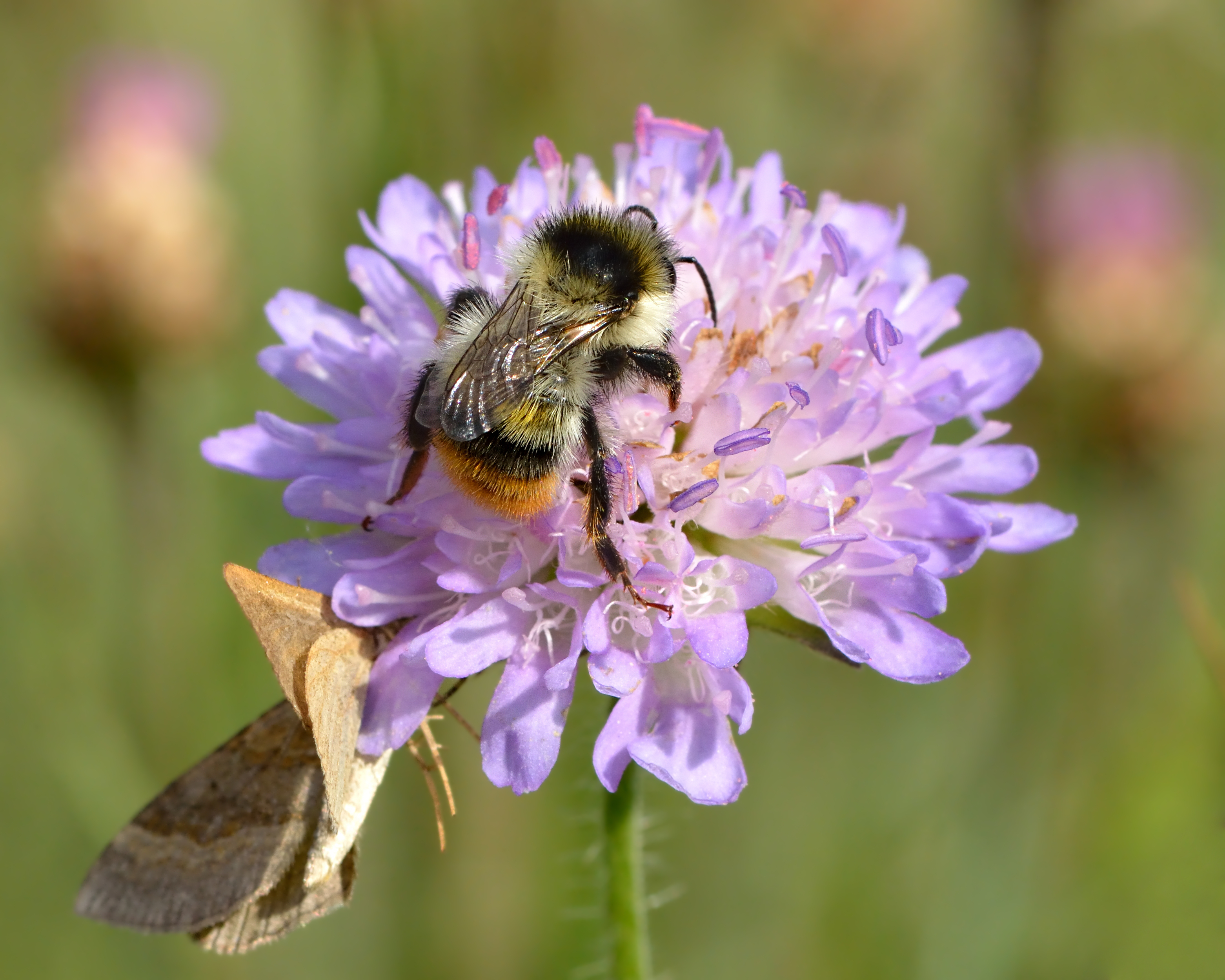
Haghumla, hane på åkervädd.